# Östergötlands järnvägsmuseum

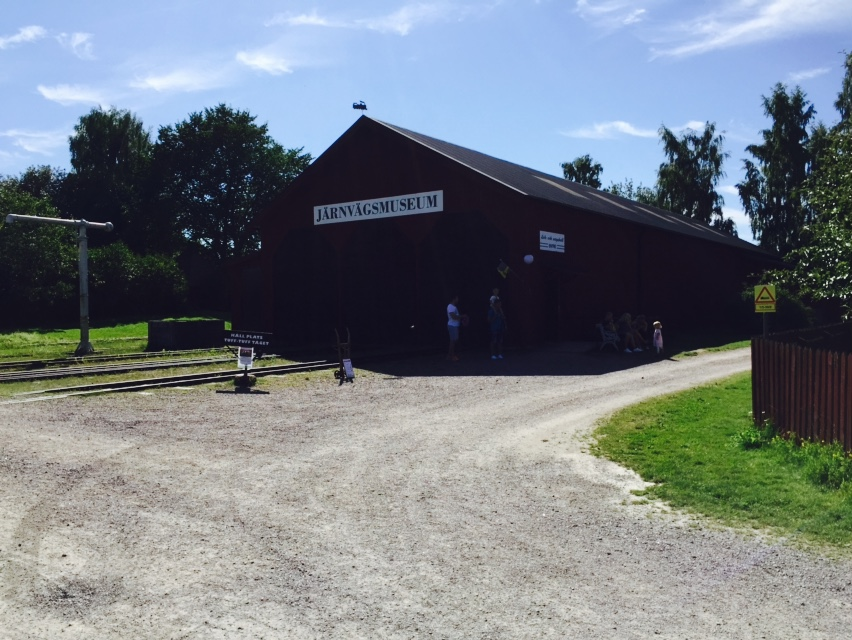
Östergötlands järnvägsmuseum.

Östergötlands järnvägsmuseum ligger i Valla friluftsområde, och är en del av Friluftsmuseet Gamla Linköping i Linköping. Här finns hela Östergötlands järnvägshistoria samlad, alltifrån smalspårsfordon, 891 mm och även 600 mm, till ritningssamling från ASJ. Dessutom finns en stor samling ångloksmodeller av berömda lok från hela världen. 
Hela samlingen är deponerad av Sveriges järnvägsmuseum i Gävle.

## Bildgalleri

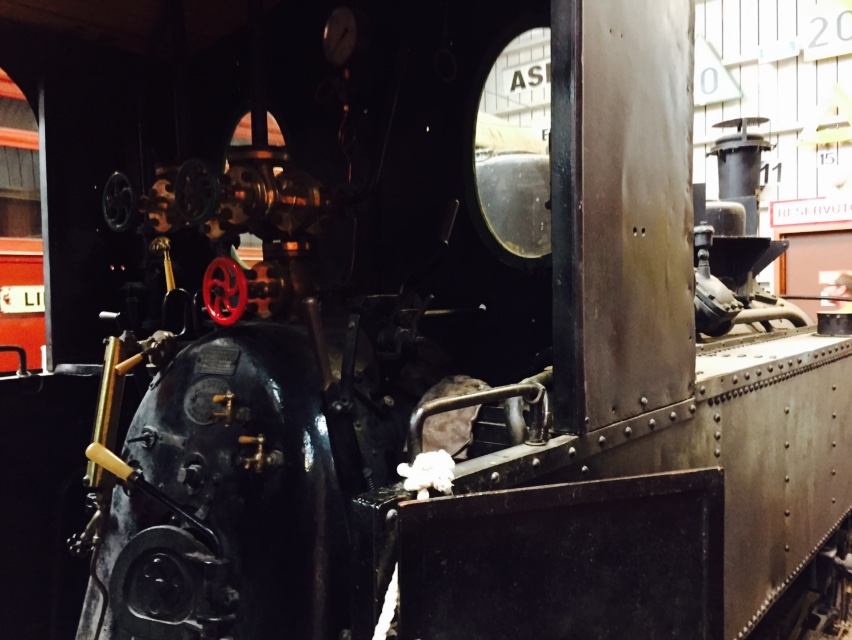
Lokomotiv i Östergötlands järnvägsmuseum.
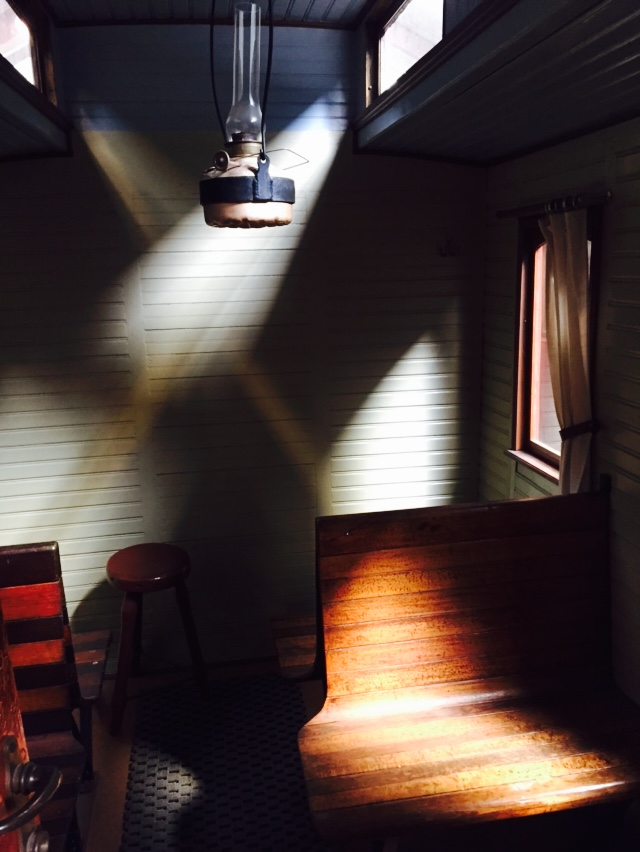
Interiör, tredjeklasskupé.
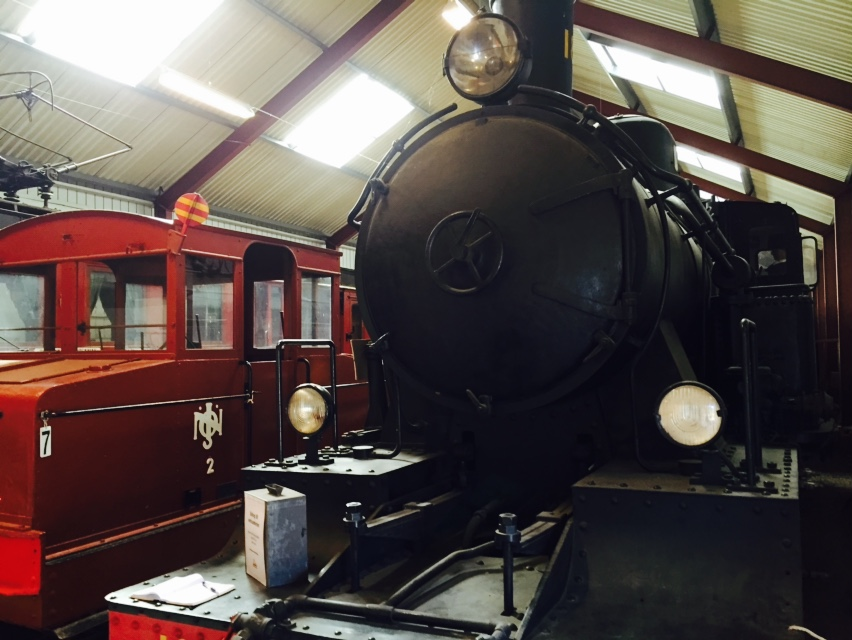
Några av tågen i Östergötlands järnvägsmuseum.